# Neuroinformática
Neuroinformática es un término utilizado en relación con el campo de investigación de la neurociencia mediante la aplicación de modelos computacionales y herramientas analíticas. Estas áreas de investigación son importantes por la cada vez mayor integración y análisis de grandes volúmenes de datos en detalle.
Los neuroinformáticos cumplen la función de creación y desarrollo de herramientas computacionales, modelos matemáticos y bases de datos interoperables para su uso por científicos clínicos y de investigación.
La neurociencia es un campo heterogéneo que amalgama diferentes disciplinas como, por ejemplo, psicología cognitiva, neurociencia de la conducta, y genética de la conducta. Para poder continuar nuestro estudio y entendimiento del cerebro se necesitan nuevas tecnologías que permitan a estas áreas de investigación compartir datos y hallazgos de una manera estructurada y disciplinada. La neuroinformática viene a facilitar esa tarea.
La neuroinformática se sitúa entre la neurociencia y la documentación. Hay otros campos, como la genómica que ya han demostrado las virtudes de disponer de una base de datos de libre acceso y la aplicación de teorías y modelos computacionales para la resolución de problemas complejos.
La neuroinformática viene a cubrir tres objetivos principales.
1. el desarrollo de herramientas y bases de datos para el manejo y distribución de datos neurocientíficos a todos los niveles de análisis,
2. el desarrollo de herramientas para análisis y modelado de datos neurocientíficos,
3. el desarrollo de modelos computacionales del sistema nervioso y procesos neuronales.

En la última década este problema se ha visto agudizado, siendo cada vez más claro que se necesita un sistema que sirva de organización y distribución de los datos y hallazgos entre la comunidad científica.

## Historia
En 1989 el Instituto de salud mental (NIMH), Instituto Nacional de abuso de drogas (NIDA) y la Fundación Nacional de Ciencia de Estados Unidos (NSF), asignaron fondos a la Academia Nacional de Ciencias (NSF) para llevar a cabo un estudio pormenorizado de la necesidad de crear bases de datos para compartir datos neurocientíficos y examinar cómo el campo de la tecnología de la información podría manejar dichos datos.
Una serie de recomendaciones fueron dictadas en 1991
El artículo permitió al NIMH crear el proyecto "Cerebro Humano" (HPB), el cual concedió la primera beca en 1993. El proyecto fue originalmente dirigido por Koslow junto con los esfuerzos de otros institutos norteamericanos. Más tarde, Koslow ha hecho esfuerzos por globalizar el proyecto y la neuroinformática en general a través de la Unión Europea y la Organización para la Cooperación y el Desarrollo Económico, OCDE.

### Sociedad para el Grupo de Información Cerebral de Neurociencia
Durante la fundación de estas actividades, Huda Akil, el presidente en 2003 de la Sociedad de Neurociencia (SfN) fundó el Grupo de Información Cerebral (BIG) para evaluar la importancia de la neuroinformática en la neurociencia y, particularmente, en el SfN. Gracias a ese informe del BIG, la SfN fundó el comité de neuroinformática.
En 2004 la SfN anunció la Neuroscience Database Gateway (NDG), una fuente universal de recursos para neurocientíficos en la cual la mayoría de bases de datos y herramientas podrían ser referenciadas. La NDG se fundó con financiación de la NIDA, NINDS y NIMH.
El portal de neurociencia (Neuroscience Database Gateway) se ha convertido a una nueva plataforma, el Marco de Información de Neurociencia (Neuroscience Information Framework, NIF).

## Colaboraciones con otras disciplinas
La neuroinformática se crea mediante la fusión de otros campos:
- Neurociencia
- Ciencias de la computación
- Neurociencia computacional
- Biología
- Psicología experimental
- Medicina
- Ingeniería
- Ciencias físicas
- Matemáticas
- Química

## Hallazgos
Varios cerebros animales han sido esquematizados y, al menos, parcialmente simulados.

### Simulación del sistema neuronal del nematodo Caenorhabditis elegans

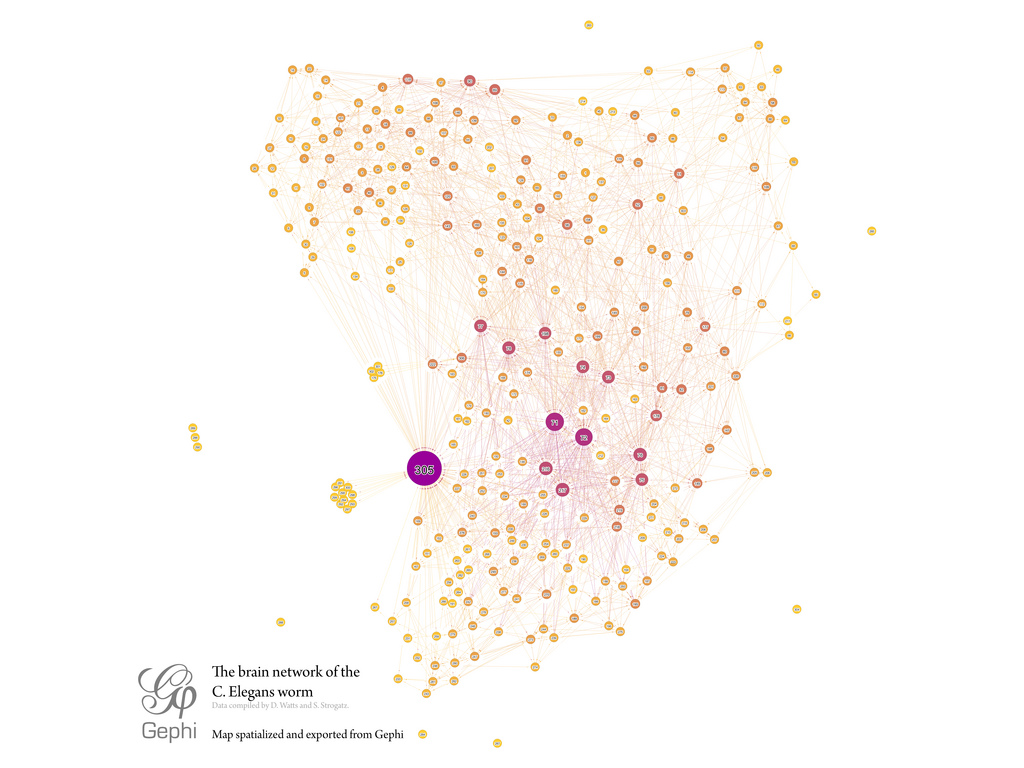
Mapeado cerebral del nematodo C. elegans con 302 neuronas interconectadas por 5000 sinapsis.

La conectividad del circuito neuronal para la sensibilidad del nematodo Caenorhabditis elegans se mapeó en 1985, and partly simulated in 1993.
Desde 2004 se han ido presentando una serie de simulaciones computacionales de modelos completos del sistema neuronal y muscular, y, parcialmente, el medio ambiente físico del gusano. En algunos casos dicho software está disponible para descarga.
De todos modos todavía no se llega a comprender cómo las neuronas y sus conexiones generan un rango completo de comportamientos que se observan en un organismo relativamente simple como este.

### Simulación del sistema neuronal de la Drosophila
También se ha estudiado el cerebro de la mosca de la fruta Drosophila, y se ha simulado un modelo simplificado.

### Mapeado y simulación del cerebro de un ratón
Entre los años 1995 y 2005, Henry Markram mapeó los tipos de neuronas y sus conexiones en columna vertical.
El proyecto Cerebro Azul (Blue Brain) se completó en diciembre de 2006. Tenía como proyecto la simulación de la microcolumna cortical, que se considera la unidad básica funcional de la corteza cerebral. Se estima que la componen unas 10.000 neuronas y 108sinapsis.
Una red neuronal artificial, descrita como "tan grande y compleja como la mitad del cerebro de un ratón" se simuló en un supercomputador IBM Blue Gene por un equipo de investigación de la Universidad de Nevada en 2007. La simulación de un segundo le llevó al ordenador diez segundos reales.
La misión del proyecto Cerebro Azul (Blue Brain) es entender la función y disfunción del cerebro de mamíferos mediante simulaciones detalladas. El proyecto invitará a los investigadores a construir sus propios modelos de diferentes regiones del cerebro de diferentes especies y a diferentes niveles de detalle utilizando software del propio proyecto, el cual será simulado en supercomputadoras Blue Gene. Los modelos se depositarán en una base de datos en internet desde la cual el proyecto Blue Brain puede extraer y conectar los modelos de forma conjunta para reconstruir regiones cerebrales y así comenzar con la primera simulación completa del cerebro.